# 動物福利
動物福利（英語：animal welfare），或譯動物福祉，是指非人類動物的（生活）福祉。動物福利的正式標準因環境而異，但主要由動物福利團體、立法者和學者進行辯論。動物福利科學使用諸如壽命、疾病、免疫抑制、行為、生理和繁殖等衡量標準，儘管關於這些中哪些最能代表動物福利存在爭議。
對動物福利的尊重通常基於這樣一種信念，即非人類動物是有知覺的，應該考慮它們的福祉或痛苦，尤其是當它們在人類的飼養環境中。這些問題可能包括動物如何被屠宰作為食物、它們如何用於科學研究、它們如何被飼養（作為寵物，或在動物園、農場、馬戲團等），以及人類活動如何影響野生物種的福祉和生存。
對動物福利概念的批評有兩種形式，來自截然相反的立場。歷史上一些思想家所持的一種觀點認為，人類對動物沒有任何責任。另一種觀點是基於動物權利的立場，即動物不應被視為財產，人類對動物的任何使用都是不可接受的。因此，一些動物權利支持者認為，更好的動物福利的觀念促進了對動物的持續和增加的剝削。因此，一些當局將動物福利和動物權利視為兩個對立的立場。其他人將動物福利的收益視為朝著動物權利邁進的漸進步驟。
現代神經科學領域的主要觀點是，即使在人類中也存在意識定義的哲學問題，但意識存在於非人類動物中。然而，有些人仍然認為意識是一個哲學問題，可能永遠不會得到科學解決。值得注意的是，一項新研究成功地克服了在經驗上測試這個問題的一些困難，並設計了一種獨特的方法來將動物的意識與無意識知覺分離。在恒河猴中進行的這項研究中，研究人員建立了實驗，預測與有意識與無意識感知刺激完全相反的行為結果。引人注目的是，猴子的行為表現出這些完全相反的特徵，就像在研究中測試的有意識和無意識的人類一樣。
動物福利包括身體健康、自然行為的可行性（“正常行為”）和動物的情緒健康。
動物福利關鍵取決於飼養者是否對動物友好，即是否滿足動物的需求。動物福利被描述為飼養環境和動物處理的可衡量標準，“環境條件在多大程度上為動物提供了避免痛苦和損害以及確保福祉的先決條件”。關於哪些飼養條件和程序不被評估為動物友好的決定，取決於科學知識水平，也取決於社會偏好。立法機構定義了動物福利相關法規的最低要求。

## 背景
動物與人類一樣，有生理、環境、行為、心理和社群五大類需求，這些需求的滿足與否，顯示動物福利是否良好。讓動物「滿足這些需求的自由」，稱為動物福利的五大自由。

### 起源
談論動物福利，得從英國皇家防止虐待動物協會（RSPCA）談起。在19世紀，英國存在鬥狗、鬥熊等殘忍的娛樂活動，也有使用殘酷方式驅趕牲畜等經濟動物。1822年起，英國國會議員理查·馬丁（Richard Martin）於國會倡議設立草案，防止虐待牛、馬及綿羊，其理論是要顯示人類仁愛、仁慈的行為。他於1824年更成為英國防止虐待動物協會的創辦人之一。1840年，維多利亞女皇賜予該會「皇家」封號。該會透過會員的捐助，募請大批調查人員，尋找出虐待動物的人，搜集證據，並向執法機構舉報。

### 五大自由
1965年，英國政府為回應社會訴求，委任羅傑·布拉姆貝爾（Roger Brambell）教授對農場動物的福利事宜進行研究。根據研究結果，於1967年成立農場動物福利諮詢委員會，1979年改組為農場動物福利委員會（Farm Animal Welfare Committee, FAWC），委員會提出動物都會有渴求「轉⾝、弄乾⾝體、起立、躺下和伸展四肢」的⾃由。1992年，由該會提出「五大自由」的原則。FAWC每年針對一種畜牧產業調查，深入研究動物福利問題，再提報告供農業部長參考。該報告會描述畜牧業的實際狀況，現存動物福利問題，與相應的原由，並提出短、中、長期的三種建議。FAWC深入溝通、攜手合作的方式十分有效，獲各國效法、類似組織接連成立。
根據世界動物衛生組織《陸生動物衛生法典》（TAHC），動物福利是指，與動物生死狀況相關的生理、心理狀態，以科學為基礎，並採用五大自由推動相關福利，作為動物健康與食品安全之依據。世界動物衛生組織（OIE）於1924年成立，主要任務為制定國際貿易動物衛生標準，使世界貿易組織（WTO）有法可依。2004年，世界動物衛生組織首次召開全球動物福利會議，並在隔年出版《世界動物衛生組織動物福利標準》（OIE Standards on Animal Welfare），供會員國使用。

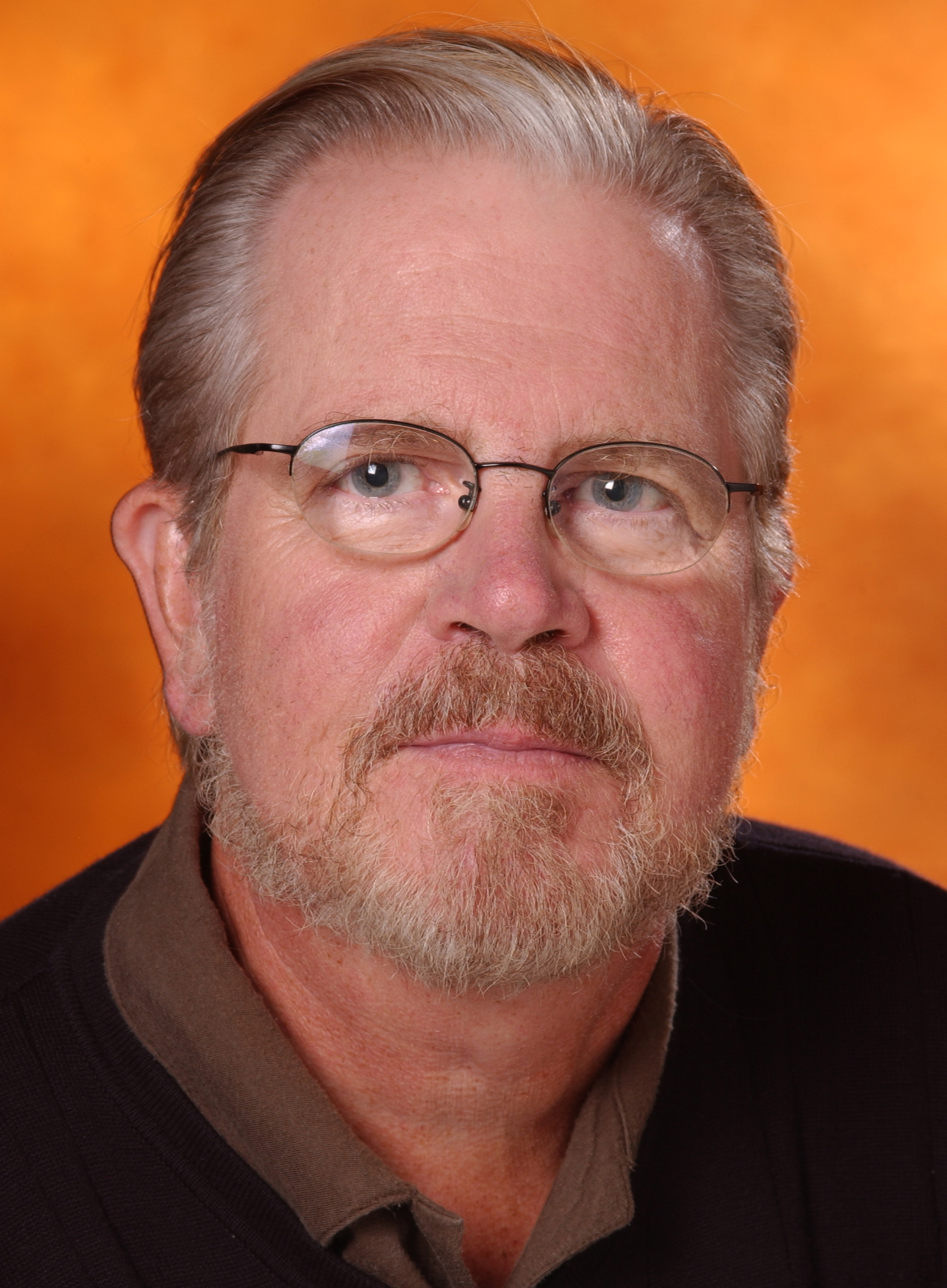
美國哲學家湯姆·雷根批評動物福利運動，認為其不足以保護動物利益。

- 免於缺乏營養、飢餓與乾渴的自由[27]：
清淨的飲水及維持健康與活力所需之食物，能夠供應無虞。
- 免於生理上及心理上不適的自由[28]：
提供適當庇護環境，以及舒適的休息場所，溫度與氣候。
- 免於疾病與傷害的自由[29]：
提供預防、迅速診斷與疾病治療。
- 免於恐懼與緊迫的自由[30]：
確保各種環境及對待不會造成精神上的痛苦。
- 自然表現行為的自由[31]：
提供足夠空間、適當設施以及同類動物伴侶。

### 六類動物
世界動物保護協會《動物福利普世宣言》中，主要原則第3－8條：規範和管理「野生動物」、「依人動物」、「為食物、產製品、或勞力而飼養的動物」、「同伴動物」、「用於運動與娛樂的動物」和「科學研究中的活體動物」，其原則適用分為六類動物。在主要原則第4條依人動物（Human-dependent animals）的部分，內文重申了『五大自由』，並記載任何動物的創傷、疾病或緊迫，若嚴重到必須持續遭受痛苦時，獸醫或其他合格人士應被授權，得以人道方式讓動物死亡。

### 與動物權之差異
動物權出自1870年代出現的反對活體解剖運動。動物權（animal rights）一詞源自於動物倫理（animal ethics），相關議題探討主要涉及命題為，人類以外的動物是否享有神聖不可剝奪的權利？動物權最早並非廣泛地適對所有動物，而僅限於那些對於生理疼痛或心理痛苦有感知能力的動物，持此立場的代表性人物當屬傑瑞米·邊沁（Jeremy Bentham）。傑瑞米·邊沁是18世紀英國政治哲學家，其最常被引用的兩句話為：長有幾條腿、皮膚是否長有絨毛、是否長有尾巴，皆不能構成剝奪一個生靈享有與人類同等被對待的原因；問題不在於動物能否思考，也不在於動物能否說話，在於牠們能否感受到痛苦。
動物權擁護者不滿足於避免使上述動物遭受痛苦，或為其促進福利，而希望動物固有尊嚴受到法律保障，並且具有權利主體的地位。假使完全貫徹其思想，則應該以道德方式對待動物，動物本來就享有此等權利。例如：湯姆·雷根（Tom Reagan）即主張，動物有天賦價值，動物與人有完全相同的道德地位，因此人類不能主張有更高的利益可以超越牠。其具體訴求即是廢除動物農場與動物實驗，甚至反對任何動物利用，包括養寵物。

### 中西異同
上述內容會讓人以為動物福利是西方文化獨有概念。如探討傳統佛教傳統，將發現佛教比猶太教、基督教或伊斯蘭教，更加重視對動物的關懷。在西方哲人將動物納入倫理學討論範疇之前，莊子等思想家就已經主張，愛不只存在人與人之間，且應滲透到所有眾生之間。如今中國有自己的動物權利運動推廣者，有跡象表明，他們的訴求已開始受到重視。
以儒家為例，仁愛的對象不只包括人，也包含與人共生的動物。 《論語·述而》：「子釣而不綱，弋不射宿」，孔子將對待動物的態度納入仁的教化，並從中檢驗學生德行的高尚與否、寬厚與否。許多朝代的法令均能見到動物保護的影子。例如：西周頒布《伐崇令》中的「毋動六畜」，禁止傷害家畜、野生動物在內的所有動物。元朝《大扎撒》規定，任何人往躺在地上的動物身上小便將被處以刑罰。晚清時期，京師外城巡警總廳於1906年制定《管理大車規則》，其中第五條規定：「不准虐待牲口。」這是虐待一詞，首次由人延伸至動物。

## 動物福利科學

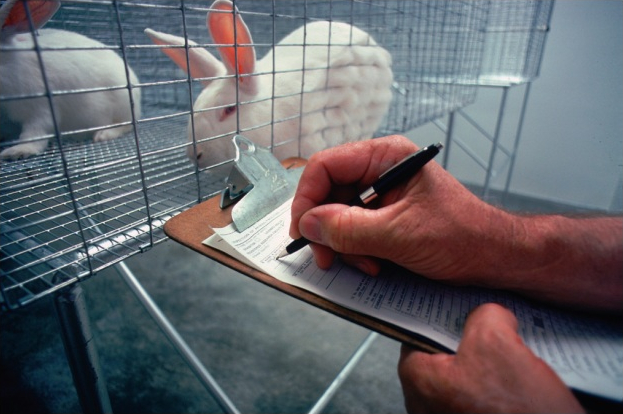
在實驗室中使用動物仍存在爭議。動物福利倡導者呼籲制定強制性標準，以確保用於測試的那些動物的健康和安全。

基礎從獸醫學、畜牧學分化而來。也是獸醫、畜牧學、動物行為、心理、生理學，以及野生生物學、免疫學、神經生物學、新陳代謝學，暨社會心理學的科際整合。
動物權、動物福利因為牽涉到非人類動物的道德利益，為顧及立論正確性、可信度，不能對動物感覺做擬人化（anthropomorphism）臆測，故須有實證科學，消除擬人化偏差。有鑑於此，動物福利學者特別強調研究，應從動物生理（例如：焦慮時，血液生化值的變化）、心理（痛、恐懼時，行為學的定量與定性計數）、自然（各物種的行為偏好等）三項基礎做立論根據。許多人誤解金魚只有三秒記憶，科學家如何評估水生動物的智能、情感與痛苦呢？國立中山大學生命科學系副教授顏聖紘表示，許多研究早指出魚類具有高度智能、學習能力，有些類群甚至比陸生動物還要傑出，部分魚類證實有自我認知、工具使用，有社群生活與社會結構。他認為，人們對待動物與食物的方式不同，只是取決對牠的偏見與偏愛，這根本不是科學知識，而是人的問題。

### 專業期刊
- 〈人類與動物關係學（Anthrozoos）〉[22]
- 〈動物福利（Animal Welfare）〉[22]
- 〈動物與社會（Society & Animals）〉[22]
- 〈應用動物福利科學（Journal of Applied Animal Welfare Science）〉[22]

雪梨大學博士生亞歷山德拉·格林在《科學報告（Scientific Reports）》發表了一篇論文，證實乳牛發出聲音有其意義。格林的指導教授 Cameron Clark 表示，此研究具有啓發性，可創建屬於牛的Google翻譯。格林表示：「我們希望通過了解這些聲音，農民能夠調適牛的情緒狀態，藉此改善動物福利。通過了解這些聲音特徵，農民就可以識別出牛群中，可能需要特別注意的動物。」而研究最後也呼籲農民將有關乳牛聲音的知識納入日常飼養方式。
亞歷山德拉歷經5個月、數百小時的時間，使用麥克風記錄18頭荷尔斯泰因牛（Holstein-Friesian）的聲音，共採集到333個聲音樣本，再前往法國圣艾蒂安（Saint-Etienne）與生物聲學家 David Reby 與 Livio Favaro 合作，藉以分析聲音特徵，進一步比較不同乳牛語句結構的差異。研究主要設定了5種情境，分別是：『發情期』、『等待飼料前』、『被拒絕餵食』、『被迫與其他牛群隔開』、『與其他牛群隔開且無法看見對方』；前2種情境被歸類為「正面情緒（Positively valenced）」；後3種則是「負面情緒（Negatively valenced）」。結果顯示，乳牛的聲音表現在上述情境皆屬穩定，並可展現興奮、激勵、求歡或苦惱......等情緒，以便與其他牛群保持聯繫。

## 動物福利問題
動物園的展示動物，通常在人造空間內被終身囚禁，導致動物福利議題經常被討論。為解決問題，動物園的現代管理者就必須設出計符合人道、豐富化的設施與飼養方式。
現代畜牧業起源於19世紀後半，工業革命造就人潮向都市集中，為供應都會區食物，農產品生產開始改善效率。在歐美地區，首先計畫選育高生產效率的家畜、家禽品種，譬如：荷蘭乳牛、丹麥的藍瑞斯豬、英國的安格斯肉牛、義大利的來航蛋雞、美國的洛島紅（蛋肉兼用雞）......等，比傳統品種更良好的生產效率。以肉雞為例，一隻雞出售體重要達到3斤，早先的飼養期要半年以上；20世紀誕生的洛島紅只需3個月，當時剛利用雜交生產的白肉雞2個月便可出售，改良到現在，體重僅35天就能達到3斤半。現代畜牧業使動物生活在狹小空間、密集飼養，導致互相傷害，最簡單方法就是將雞剪喙控制啄羽，仔豬斷尾以防止咬尾巴，殘害動物肢體變為業界例行公事。禽畜產品價格便宜，一旦生病，農場主不會聘請獸醫，因為不敷成本。
歐盟衛生和食品安全專員 Janusz Wojciechowski 表示，歐盟即將出版《從農場到餐桌》戰略計畫，其中一項重點就是動物福利標章。歐盟執委會表明將修訂動物福利法案，其中包含更嚴格管制動物運輸，使法案更全面、易執行，並實踐更高水準的動物福利。因應德國代表團呼籲建立一個透明、統一的全歐盟動物福利標章，歐盟也正在研擬相關措施，希望藉此讓消費者安心。歐洲地區有許多企業或NGO正推行自家版本的動物福利標章。例如：法國 ÉtiquetteBien-Être 動物福利標章就被大力推行，該標章由四個動保協會（LFDA、CIWF、Oaba 和 Welfarm）與超市零售商 Casino、家禽生產商 Fermiers de Loue 與 Fermiers du Sud-Ouest 三方共同合作，最近被家樂福超市、Systeme U 零售公司、家禽品牌 Galliance 和農業合作社 Terrena 採用。發表在《食欲》（Appetite）雜誌上的一項澳洲研究就證實，這項計畫確實影響消費者的購買意願，雪梨大學獸醫學院 Amelia Rose Cornish 總共訪問1千多名民眾、調查消費者喜好，發現提供標章等額外資訊，大幅增加人們購買福利產品的意願（與傳統福利產品相比）。研究人員還發現，這些標章還能提高民眾對「動物福利」的觀感及認識。

### 農場動物
集約飼養為了大量廉價的肉食，繁殖、飼養越來越多農場動物，導致土地、水及大氣層，皆承受著巨大威脅。以工廠化飼養，不只消耗水與穀物過多，也排放污水、溫室氣體，並耗損草地。動物福利被嚴重剝削，動物健康也難以維持，為了防止疾病減少損失，大量動物用藥也導致人類的健康風險。世界衛生組織就指出：人類60％疾病都與動物疾病有關，而在這些年出現的新型疾病中，這一比例更是高達75％。環境髒亂、空間狹小、限位飼養、漏縫地板......等，集約化養豬中常見問題使豬隻生理、行為異常，導致降低免疫力，個體對各種病原菌極度敏感，進而大量使用疫苗、抗生素等藥物，增加生產管理成本，影響動物食品安全。動物社會研究會主任陳玉敏表示：「蛋雞最容易發生的疾病例如球蟲，蛋農就會在飼料裡添加很多藥物，很多藥物都會被驗出藥物殘留，很多雞蛋告訴我們沒有藥物殘留，但是我們要問到底檢測幾項？檢測的值在哪裡？雞活的非常痛苦的時候，所產出的蛋絕對會受到影響。」
禽畜集約飼養為達最低生產成本，未考慮動物福利。對福利的任何改善皆使成本提升，由消費者承受價格波動。從事畜牧、獸醫的工作者都應了解動物福利的概念，他們需認識密集生產的經營模式已嚴重傷害動物，且此情況受到全世界關注。農場動物福祉需要畜牧業者親身面對，瞭解動物生理、行為，知曉動物福祉是否受損，熟悉畜牧作業才知受損原因，進而研發有效的改善方案。市面上針對中小學生的動物福利教材，許多會介紹觀念與如何對待動物，也指責非人道對待動物的畜牧業者，只是讓社會大眾更不能諒解，使業者反感，對改善福利沒有幫助；卻少提到貪得便宜、浪費食物才是主因，而畜牧業也是被害者。

#### 家畜
1988年，瑞典廢除母豬狹欄後，英國、芬蘭、瑞士、荷蘭、歐盟、加拿大、紐西蘭、澳洲、南非、美國部分州隨後跟進，修法限制使用，淘汰「狹欄」漸成大勢。歐盟食品安全局（EFSA）2007年的報告更指出：母豬會因狹欄限制其行動而有緊迫、沮喪與不正常的站立、躺臥等現象。歐盟在2013年規定，母豬只能在配種後四週，分娩前一週進入狹欄；其餘時間必須給予充足的活動空間，採「群養」方式，增加與同伴互動頻率。英國規定更嚴，除了分娩前1週，仔豬離乳當天除外，皆必須進行群養。母猪直接影响到仔猪的成活率，母猪的异常母性行为导致仔猪被咬死、踩死、压死。现代养猪生产只重视降低挤压、导致仔猪死亡，卻忽视母性对降低仔猪死亡率的作用。母性行为受多因素，如：激素、环境、遗传等方面影响和调控的复杂过程。

#### 家禽
根據民調公司Welfare Quality Network調查，絕大多數歐洲消費者，如荷蘭人有69%、英國人73%、法國人75%、挪威人84%和義大利的87%都認為農場動物的福利很重要，但這些人被問到相關內涵時，卻一無所知。以雞蛋為例，在衡量過利益與傷害後，消費者可以支持少消費（足夠就好）的原則外，尚能選擇支持自由放牧的雞蛋及相關產品，確保農畜產品是維護良好的動物福利而生產。歐盟在法令上的進步已領先許多國家，例如：2012年禁止格子籠飼養。像是德國、荷蘭、法國的雞蛋上有編號，只看首位數字便知雞蛋生產是否符合動物福利。他們將雞蛋分成４級：編號「０」是指母雞完全在自然環境下生長，自由地在農場進出，享用大自然的食物，沒有施打生長激素。編號「１」也是放牧飼養，自由走動，並非餵有機食物。編號「２」為室內平飼，可在地板走動。編號「３」飼養在籠子裡的母雞，無法自由活動。《米其林指南》則分類成五種：室內平飼雞蛋（Barn-laid Eggs）、非籠飼雞蛋（The Cage Free Egg）、放牧雞蛋 （Free Range Eggs）、放養雞蛋（Pastured Egg）、格子籠雞蛋（Battery Farmed Eggs）。
英國皇家防止虐待動物協會委託蘇格蘭農業學院（SRUC）的一項調查顯示，高福利、慢速生長的雞，死亡率、淘汰率較成長快速的品種顯著更低。該研究比對4個品種的白肉雞，其中3種為全球廣泛使用、生長速度快速的品種，分別是：科寶（Cobb 5005）、哈伯德（Hubbard Flex）與樂斯（Ross 308），剩下是商業上可行、生長較緩慢的一種雞。SRUC針對健康情況、福利標準、肉質做評比，結果顯示成長較快的品種，其死亡率、肉質、發生木質化胸肌的機率都比慢速生長來得高。研究結果顯示，49％生長速度較快的會面臨死亡或淘汰風險，而慢速只有16％。因為生長速度較快的雞體重可以快速增加，但腿部肌肉、骨骼可能發育不完全、胸部羽毛也還沒長齊，不斷壓迫下容易出現健康問題，發生關節灼傷、足墊皮膚炎、雞胸囊腫......等病症。高達78％的快速成長雞，肉質因脂肪沉積形成白條紋，使肉質口感變得較老、較柴；相對慢速雞只有10％呈現這種情況。還有一種木質化胸肌也會影響肉質，在快速成長雞中有23％出現此症狀，而慢速雞只有1％。
RSCPA 雞隻動物福利專家凱特·帕克斯（Kate Parkes）指出，這項新的獨立研究表明，常規生產的肉雞非常浪費，由於死亡率增加、雞隻也容易因腿部等健康狀況被淘汰，農民會面臨雞群近一半的損失。近年來，歐美國家以非常快的速度發展動物福利運動，在爭取肉雞福祉方面，2017年就出現28家跨國動物保護組織聯合發起《歐洲肉雞承諾》（European Chicken Commitment），要求超市、連鎖餐館店和酒店集團共同簽署，2026年前提高整個雞肉供應鏈的福利標準。美國最早的雞肉生產商 Bell＆Evans 也曾承諾會在2018年底將全數換為慢速成長、有更高福利標準的品種。不過，傳統認為提升經濟動物福利勢必會減少獲利、讓農民虧損。

### 人道屠宰

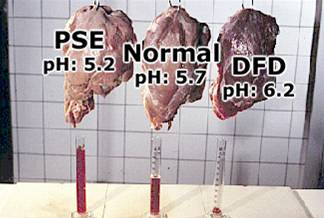
pH值、顏色，與滲水中的PSE豬肉，正常和DFD肉的差異。

近年歐美不少著名廚師發起運動，關注入廚的肉類，是否來自被良好對待的動物，因為他們認為動物生前受到較好的對待，製作出來的食物的質素也會好一些。以美國 USDA 及法國 Labelrouge 等，標榜高價與優質畜產品之認證系統對畜牧生產之管制為例，其中對於禽畜生長條件、人道管理與對待有著極高的要求，而主要的原因即在於人道之管理方式，可以提升畜產品品質。以豬隻飼養來說，提供豬隻充足的空間與豐富之環境，可以使豬隻生長體型較一般飼養之同齡豬隻大，而且可以因此增加豬肉之多汁性。
屠宰前的緊迫，會使肌肉產生代謝，致最終屠肉品質受影響，屠前緊迫容易產生水樣肉（PSE）及暗乾肉（DFD），PSE肉與屠前急性緊迫有關，DFD肉則跟慢性緊迫、哀竭相關；無論PSE或DFD均不受消費者喜歡，不適宜肉品加工。運輸裝載密度牽涉到動物福利與豬肉品質，當密度超過200公斤/m2時，即使短距離也提高心跳速率。空間不足豬隻無法躺臥，長時間站立消耗過多儲存能量，引發PSE；但密度過於寬鬆，導致豬體因剎車或行駛起步引起的搖晃，衝撞車內護欄而受傷。人道屠宰的最基本要求：宰殺動物前，先將動物「致昏」、失去痛覺，再放血，使其死亡。科學研究豬與牛的生理、神經系統，從有效刺喉放血到腦反應停止的時間最長是22秒，而動物電昏後恢復意識至少需37秒的時間；因此刺喉放血必須要在致昏後15秒內完成，確保動物在屠宰期間保持無感狀態，減少痛苦，以提升動物福利。廣義的人道屠宰，包括經濟動物的人道運輸、裝卸載；合乎豬隻行為的繫留環境、走道以及驅趕方式；以儘量減少動物的緊迫與恐懼。荷蘭下議院通過一條具爭議性的法律規定，猶太人、伊斯蘭教團體在一年內，必須證明傳統方式宰殺所遭受到的痛苦，並不會超過先被電昏後宰殺的動物。如果人民無法提出證據，則此後荷蘭境內都須遵守先電昏後宰殺的程序。

#### 水生動物
「根據一位巴黎的米其林三星主廚說法，使用日式宰殺法（活締）處理的魚，可以放一星期，但在法國，同樣的魚只能保持兩到三天。」移民法國的日籍美食家增井千尋在《魚料理：一種日本藝術》中寫到。海洋大學食品科學系副教授蕭心怡說明，水生動物福利與水產食品品質的關聯，魚類死後進入僵直期，肌肉失去伸展性、彈性。蕭心怡指出，僵直是重要的判斷準則，擁擠環境下，魚死後僵直速度較快，pH值下降也比不擁擠來得迅速。因此魚死前，掙扎越少越好，最好一捕獲馬上屠宰、進冷鏈。消費者會有魚冷凍起來較不新鮮、買魚時要選在動的的迷思，其實魚死得較慢，會導致乳酸生成、pH值下降。讓活魚產生越多緊迫，越不利於運儲保存。蕭心怡解釋，使用窒息法、CO2麻醉法、電擊法進行屠宰，都會使魚類不斷掙扎，這會讓魚肉質地較軟，處理魚片時容易碎掉而影響品質，消費者普遍不喜歡。從消費者對品質的要求，機械敲擊法是最佳屠宰方式，能讓僵直較晚發生，魚肉也有較高的水含量。唯獨人工執行時，需仰賴執行者能力、訓練及身心狀態；採用自動化又受限於體型大小不一，較難應用在小型魚類上。
台灣漁業經濟發展協會秘書長陳詩璋表示，全球良好農業規範（GLOBAL G.A.P.）為當前相關標章中，唯一將動物福利納入水產加工流程（CoC）標準的驗證標章，重視魚隻運輸時的條件、捕撈時的健康情形、擊昏與放血過程等環節。GLOBAL G.A.P.內提到，魚隻屠宰時應關注外觀健康指標，是否損失魚鱗、魚鰭腐爛、遭咬傷或寄生蟲病害等。將魚搬運時，應定期監測狀況，例如：密度和溶氧條件，避免魚受到不必要的緊迫。捕撈人員都要接受屠宰照護訓練，包括：擊昏與放血等技巧的特別訓練，以有效的擊昏方式，確保魚隻都能立即失去意識。
華人社會普遍有「吃活魚」習慣，水產品選購偏好鮮活狀態，因此在倡議水生動物福利時，造成產業面和消費端的矛盾。主婦聯盟生活消費合作社代表認為：「最有影響力的就是消費者，透過消費者力量就可以帶動生產端改變。」家樂福連鎖通路業者更表示：「其實賣活魚是很麻煩的，需要很多配套，包含收成、運輸、以及維持銷售時的最佳樣貌。」漁業署副署長林國平針對活綁鱸魚（弓魚），他強調：「這是非常殘忍的，儘管它是有百年歷史的傳統習俗，但這是不好的，我們可以將該技術保存、但還是要讓弓魚成為歷史。」林國平也坦言，有時是運送業者或是市場販售端綁魚（弓魚），不能全怪實際的養殖者，而漁業署未來將從消費端教育著手，宣導正確食魚文化。

## 立法
當前全球漁業都面臨天然資源下降、漁獲量減少的問題，唯獨養殖漁業的比例提高、產量上升，因此國際間越來越重視養殖漁業的飼養方式，以及魚是否受到良好的福利對待。時至今日，水生動物福利在執行上仍有諸多難處，產業端和消費市場也尚未達成共識。台灣動物社會研究會坦言：「當面對魚類等水生動福問題時，與過去討論哺乳動物的動福議題，社會有著很不同的迴響。」雖然魚類屬於脊椎動物，但大眾普遍對其較不了解，讓水生動物福利的推展進度相對緩慢。世界動物衛生組織（OIE）《水生動物健康法典》（Aquatic Animal Health Code）明定魚類、兩生類、甲殼類與軟體動物......等，應皆受動物福利保障，改善魚的福利，甚至能增加產能、更提升經濟效益。

### 美国
主要法規為美國農業部《動物福利法》（Animal Welfare Act, 2013），規範動物為鳥類、哺乳類為主，不包含變溫動物，USDA 於 2003 年發布《鱼类福利資訊资源》（Information resource on Fish Welfare）（包含其他水生無脊椎動物）之動物福利論述與文獻資源整理。並於官網上發布實驗用水生動物，如非洲爪蟾（水生蛙）、斑馬魚與其他動物的動物福利指標。兩生類與魚類尚未被納入《動物福利法》中，因此違反動物福利的行為尚未有罰則。

### 
主要法規為《動物護理與保護法》（Animal Care and Protection Act, 2001），規範動物為所有脊椎動物與頭足類動物，遵循準則為世界動物衛生組織、世界動物保護組織以及歐盟的《福利品質》（Welfare Quality）。澳洲聯邦法律訂有《澳大利亞動物福利標準與準則》（Australian Animal Welafre Standards and Guidelines）。但各省步調並不一致，僅昆士蘭、塔斯馬尼亞、維多利亞，以及新南威爾斯省的法律將魚類納入動物福利法規管理。然而澳洲對於可被飼養之本土物種與外來觀賞物種的規範相當嚴格，所以其管理方式是嚴格控管外來觀賞物種輸入，對於動物福利規範的執行強度則較低。

### 日本
主要法規為《動物愛護管理法》，規範動物為所有被人飼養之動物；兩生類與魚類原本不在法規範圍內，於 2011 年被檢討建議納入，並強調棄養觀賞魚對環境生態造成的影響。受到規範的對象不僅只有一般業者，還包含公私立水族館、動物園等機構，惟仍處於勸導方式。2013年9月1日，日本《动物爱护管理法》进行修正案起开始实行。该法案限制了对出生不久的幼猫幼犬的销售行为，并规定出售宠物时有义务对买主进行当面说明等。2016年4月，东京都墨田区的“猫爪”猫咖啡成为日本首家基于《动物爱护管理法》遭到停业30天行政处分的猫咖啡。

### 英国
主要法規為環境部 《動物福利法》（Animal Welfare Act, 2006），規範動物為所有非人類之脊椎動物，觀賞魚、兩生類、爬蟲類的運輸、販賣、展示都被規範，但是觀賞魚並不受到養殖魚類（farmed fish）條款的限制。《動物福利法》對部分動物（例如狗、經濟性畜產動物）訂有特別條款，並非所有的條文皆適用所有的脊椎動物。然蘇格蘭、英格蘭、威爾斯與北愛爾蘭另有地區性適用條款。英國執法嚴格，且非常有效率。BBC 或 Dailymail 經常有違反法律而被吊銷執照的店家或被判刑（或勞動服務）的事件報導。

### 欧盟
歐盟《Council Directive98/58/EC》規範所有繁殖或養殖動物之最低標準，亦涵蓋利用於食用、休閒娛樂與寵物飼養之魚類對象。

### 中国大陆
2020年3月31日，广东省13届人大常委会第19次会议表决通过《广东省野生动物保护管理条例》，条例于5月1日起施行。同日，《深圳经济特区全面禁止食用野生动物条例》在市六届人大常委会第40次会议第2次全体会议上表决通过。中國農業農村部公布《國家畜禽遺傳資源目錄》，並徵求意見稿，名單明列31種可食用動物；其中狗被特化為「伴侶動物」，不宜列入畜禽管理。動保團體長久以來關注每年6月在廣西舉辦的玉林狗肉節，食用狗肉爭議不斷，礙於飲食文化難以禁絕。

### 臺灣
1998年發佈《動物保護法》，動物福利為該法的主要法源依據。2019年9月，台灣出版《動物福利白皮書》。該白皮書以三大面向為基礎，訂定七項策略方向。
國立成功大學法律系王毓正教授指出，目前與動物保護相關法律分為：《動物保護法》、《野生動物保育法》兩部分。法律將動物分別為兩類，一類是人為飼養、管理的犬、貓與其他脊椎動物；另一類則是非人為飼養、管理的野生動物。《動物保護法》甚至又把動物分成寵物、經濟動物、實驗動物，寵物獲得《動物保護法》最高度的保障，而經濟動物在《動物保護法》裡則幾乎沒有特別保障。

### 香港
根據1935年港英時期訂立的第169章《防止殘酷對待動物條例》，殘酷對待動物行為包括殘酷地打、踢、惡待、折磨、激怒或驚嚇動物，或因胡亂或不合理地作出或不作出某種作為而導致任何動物受到任何不必要的痛苦。 一經定罪，最高可處罰款$200,000及監禁3年。

### 澳門
2016年9月1日，第4/2016號法律《動物保護法》施行，明令禁止殘酷對待動物的行為，違者需要負上刑事責任。

### 马来西亚
《2015年動物福利法令》規定，任何人若虐待動物，或不是在例外的情況下殺害動物，均屬違法，違者可被判處監禁或罰款，或是二者兼施。

### 引用
1. ↑  廖震元. . 社企流. 2018-06-07  [2021-04-01]. （原始内容存档于2021-01-20） （中文（臺灣））. 人道飼養是近年國際間重視的議題，但在台灣，許多人對此觀念仍非常陌生。人道飼養的根基建立在「動物福祉」上，主要的訴求為讓動物有 5 大自由（five freedoms），當動物飼養符合了這些條件，才算是符合了人道飼養的基本要求。
2. ↑  Grandin, Temple.  (PDF). Trans-Scripts 3: An Interdisciplinary Online Journal in Humanities And Social Sciences at UC Irvine. UC Irvine. 2013  [20 December 2013]. （原始内容 (PDF)存档于19 August 2014）.
3. ↑  Hewson, C.J. . The Canadian Veterinary Journal. 2003, 44 (6): 496–99. PMC 340178 . PMID 12839246.
4. ↑  Broom, D. M. . Journal of Animal Science. 1991-10-01, 69 (10)  [2022-07-19]. ISSN 0021-8812. doi:10.2527/1991.69104167x. （原始内容存档于2022-06-28） （英语）.
5. ↑   (PDF). media.animalmatter.org. （原始内容 (PDF)存档于27 February 2012）.
6. ↑  Garner, R. . Polity Press. 2005.
7. ↑  Regan, T. . University of California Press. 1983. ISBN 9780520049048.
8. ↑  Francione, G. . Temple University Press. 1995.
9. ↑  . National Animal Interest Alliance.   [27 June 2014]. （原始内容存档于2021-12-21）.
10. ↑   (PDF).   [26 May 2015]. （原始内容存档 (PDF)于2013-11-09）.
11. ↑  .   [26 May 2015]. （原始内容存档于2023-01-17）.
12. ↑  . 6 March 2015  [26 May 2015]. （原始内容存档于2021-12-21）.
13. ↑  Ben-Haim, Moshe Shay; Dal Monte, Olga; Fagan, Nicholas A.; Dunham, Yarrow; Hassin, Ran R.; Chang, Steve W. C.; Santos, Laurie R. . Proceedings of the National Academy of Sciences. 2021-04-13, 118 (15)  [2022-07-19]. ISSN 0027-8424. PMC 8053918 . PMID 33785543. doi:10.1073/pnas.2017543118. （原始内容存档于2022-06-29） （英语）.

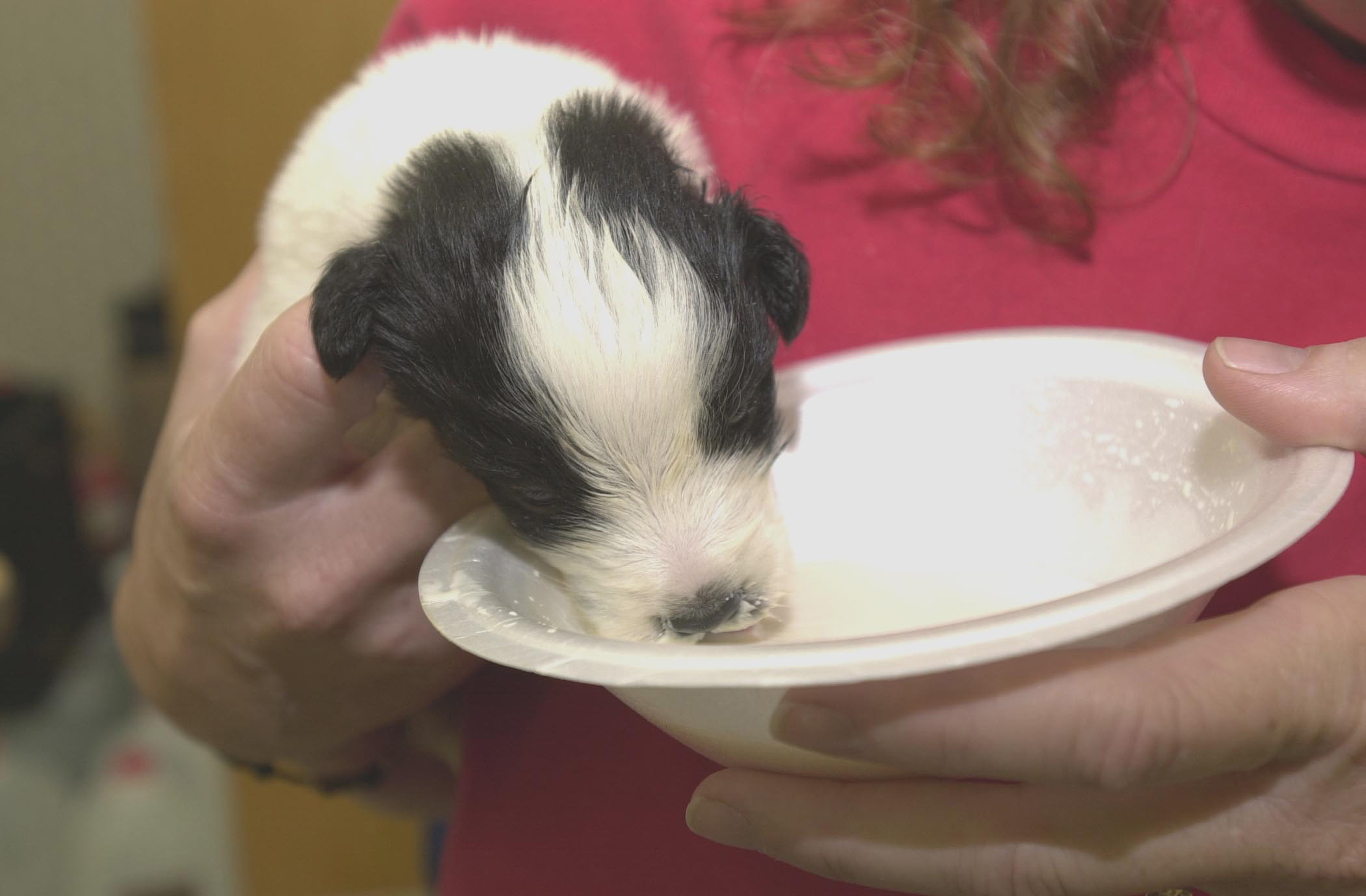
西維吉尼亞州洪水過後，在路邊發現了一隻四週大的小狗，緊急動物救援服務收容所的員工正在餵食牠

14. ↑  I. J. H. Duncan, D. Fraser: Understanding animal welfare. In: M. C. Appleby, B. O. Hughes (Hrsg.): Animal Welfare. Wallingford, UK 1997, S. 19–31.
15. ↑  Ute Knierim: Beurteilung der Tiergerechtheit – Konzepte und Begriffsdefinitionen (Begleittexte zum Vortrag, online （页面存档备份，存于）), S. 3–5. Vgl. Ute Knierim: Grundsätzliche ethologische Überlegungen zur Beurteilung der Tiergerechtheit bei Nutztieren. In: Deutsche Tierärztliche Wochenschrift 109, 2002, S. 261–266.
16. ↑  台灣動物社會研究會. . 社團法人台灣動物社會研究會.   [2020-06-23]. （原始内容存档于2020-09-15） （中文（臺灣））. 科學研究發現，許多動物與人類一樣，都有完備神經系統、痛覺及趨樂避苦的本能反應，或判斷與抉擇，也各有其生理、環境、行為、心理和社群上五大類別的需求以供生存及繁衍。這些需求的滿足與否，顯示其動物福利是否良好。瞭解動物個體的需求，是維護動物福利的第一步。動物的需求，會因物種、品種，甚至個體而有不同
17. 1 2  李朝全. . 農傳媒. 2019-02-19  [2020-06-27]. （原始内容存档于2020-10-31） （中文（臺灣））.
18. ↑  . BRANCH: Britain, Representation, and Nineteenth-Century History.   [2020-06-24]. （原始内容存档于2020-09-18） （英语）. On 22 July 1822, Richard Martin’s Act — or the “Act to prevent the cruel and improper treatment of Cattle” — becomes law in Parliament.
19. ↑  . Michigan State University College of Law. 1972  [2020-06-24]. （原始内容存档于2021-02-05） （英语）. Resolved also :
That a Committee be appointed to adopt measures for Inspecting the Markets and Streets of the Metropolis, the Slaughter Houses, the conduct of Coachmen, etc.- etc, consisting of the following Gentlemen:
T F Buxton Esqr. MP, Richard Martin Esqr., MP, Sir James Graham, L B Allen Esqr., C C Wilson Esqr., Jno. Brogden Esqr., Alderman Brydges, A E Kendal Esqr., E Lodge Esqr., J Martin Esqr. T G Meymott Esqr.
20. ↑  . RSPCA.   [2020-06-24]. （原始内容存档于2021-02-04） （英语）. Back then we were the SPCA - Society for the Prevention of Cruelty to Animals. Royal patronage followed in 1837 and Queen Victoria gave permission to add the royal R in 1840, making us the RSPCA as we're known worldwide today.
21. ↑  . RSPCA.   [2020-06-24]. （原始内容存档于2021-02-14） （英语）. RSPCA member Societies enforce state and territory animal welfare legislation through their Inspectorate functions. Where incidences of animal cruelty or animal welfare concerns are reported, our Inspectors have the power to investigate and prosecute those involved.
22. 1 2 3 4 5 6 7  . 社團法人台灣動物社會研究會. 2005-03-26  [2020-06-22]. （原始内容存档于2020-09-17） （中文（臺灣））. 但可能很少人知道，這五大自由是英國政府農場動物福利委員會（FAWC）於1992年所提出，而其前身則是1965年回應Ruth Harrison所著《動物機器（Animal Machine）》一書而成立之「布蘭貝爾委員會」，於訪查各地農場並聽取證詞之後，針對所有農場動物所提的建議：須有「足夠的自由」——能夠輕易轉身、整理毛髮，站、躺以及伸展四肢。
23. ↑  Tina Conklin. . Michigan State University. 2019-09-06  [2020-06-26]. （原始内容存档于2020-12-27） （英语）. To understand the importance of the Five Freedoms and why there were developed, let’s turn back to 1964 when Ruth Harrison, a British woman, wrote “Animal Machines.” The book described intensive livestock and poultry farming practices of the time. The outcry of the British public regarding the information in the book prompted the British government to appoint a committee to look into the welfare of farm animals. In 1965, the committee, chaired by professor Roger Brambell presented the 85-page “Report of the Technical Committee to Inquire into the Welfare of Animals Kept under Intensive Livestock Husbandry Systems,” which became known as “The Brambell Report.”
24. ↑  高維奇. . 台灣動物新聞網. 2018-06-29  [2020-06-27]. （原始内容存档于2020-06-29） （中文（臺灣））.
25. ↑  X Manteca.  (PDF). FAWEC. 2012-06-01  [2020-06-27]. （原始内容存档 (PDF)于2020-09-23） （英语）. In accordance with the ‘Five Freedoms’ principle, an animal’s welfare is ensured when the following five conditions are met (FAWC, 1992; 1993)
26. 1 2 3  李淵百. . 台灣動物之聲. 2013, (60)  [2020-08-09]. （原始内容存档于2020-09-15）.
27. ↑  Melissa Logan. . Alberta SPCA. 2017-05-03  [2020-06-27]. （原始内容存档于2020-09-18） （英语）. How much food and water does the animal in your care need? The answer to this question depends on a number of factors. The species of the animal, their age, size, health status, and activity level are all factors that can affect how much they should be eating and drinking. Older dogs, for example should be eating less food than younger dogs, because they aren’t as active, and young puppies need to eat a lot of food so that they can grow, run and play. In addition, a cow that has a calf needs to drink a lot of water so that they can supply enough milk to their calf, whereas a cow without a calf doesn’t have to drink as much.
28. ↑  Melissa Logan. . Alberta SPCA. 2017-05-10  [2020-06-27]. （原始内容存档于2020-09-18） （英语）. What is considered to be a comfortable resting area? Well, it depends! Different animal species vary in how they feel comfortable. For example, dogs might be perfectly happy resting on a dog bed on the floor, and cats may prefer to rest on the top level of a cat tree, or even in a box where they feel hidden and safe. Large animals like cows prefer to rest in areas with at least enough space to be able to lie down, turn around, and get back up again. They also like areas that are cushioned, so that its more comfortable and they don’t hurt their knees. Cold blooded animal such as snakes and lizards like the ability to rest under the glow of the sun or a heat lamp. Some animals like rabbits, rats, and hamsters feel most safe resting in hide boxes where they can’t be easily seen.
29. ↑  Melissa Logan. . Alberta SPCA. 2017-05-17  [2020-06-27]. （原始内容存档于2020-09-18） （英语）. Veterinarians have special training that helps them determine what is causing pain in animals, which is a pretty tough job since animals can’t tell them what hurts! Once they know what is causing the pain, they can treat the animal, helping them to feel better. Just like people need to visit doctors, animals require checkups from their veterinarian! Going to the veterinarian on a regular basis will keep your pet healthy as it allows the veterinarian to find problems before they become troublesome. By catching problems before they start, your pet has a better chance to stay healthy. In fact, taking your pet to the veterinarian to get vaccinated is a very important part of being a responsible pet owner. Certain diseases, like rabies are quite contagious and can make animals very sick.
30. ↑  Melissa Logan. . Alberta SPCA. 2017-05-26  [2020-06-27]. （原始内容存档于2020-09-18） （英语）. Just like humans, animals are also able to experience fear. Fear is not only unpleasant, but it can also have an impact on an animal’s health. An animal that is constantly exposed to conditions that make them fearful will experience poor mental and physical health. Mentally, the animal will become very alert and will regularly feel overwhelmed and worried. Physically, the animal may experience digestion issues, heart problems, and difficulty sleeping and eating. It’s important that we treat animals well and provide them with conditions that prevent them from feeling fear.
31. ↑  Melissa Logan. . Alberta SPCA. 2017-06-06  [2020-06-27]. （原始内容存档于2020-09-18） （英语）. What is considered to be “normal” behavior varies from species to species. For example, coprophagy, the act of eating feces, is a very normal and essential behavior in rabbits however, it would be considered an abnormal behavior for cats. Similarly, chattering, the act of making a chirping sound at birds, is a completely normal behavior in cat but it would be considered an odd behavior if a horse was found chattering at birds! Therefore, it is important to do your research on what is considered normal behavior for your animal species. By knowing what your animal’s normal behavior is and allowing them to express it, you will be helping to improve their well-being. In addition, knowing what is an abnormal behavior for your animal will allow you to recognize when something is wrong, whether it is a result of stress, sickness, or general discontent.
32. ↑  朱增宏. . 台灣動物社會研究會. 2001-06-01  [2020-07-02]. （原始内容存档于2020-09-18） （中文（臺灣））. PROCLAIMS this Universal Declaration for the Welfare of Animals as a common standard of achievement for all peoples and all nations, to strive by all appropriate means to promote respect for these principles and by progressive measures, national and international, to secure their universal and effective recognition and observance.
33. 1 2  王毓正. . 人權教育諮詢暨資源中心. 2019-02-27  [2020-06-27]. （原始内容存档于2020-09-15） （中文（臺灣））. 對於具有感知能力之生物給予特別的保護，或可說是目前動物權與動物福利（Animal welfare）兩派論述的共同基礎。換言之，無論動物權擁護者或動物福利擁護者皆支持應避免使具有感知能力之動物遭受痛苦，或是應該促進這類動物的福利；只不過動物權擁護者並不滿足僅避免使這類動物遭受痛苦或為其促進福利，而是希望動物固有的尊嚴亦可能受到法律的肯定，並且具有權利主體之地位。
34. 1 2  Peter Singer. . Australian Broadcasting Corporation. 2011-07-14  [2020-07-12]. （原始内容存档于2020-11-13） （英语）. In light - perhaps one should say darkness - of such images, it is sometimes suggested that animal welfare is exclusively a Western concern. But that is implausible, given that Buddhist tradition places more emphasis on concern for animals than Judaism, Christianity, or Islam. Long before Western philosophers included animals in their ethics, Chinese philosophers like Zhuangzi said that love should permeate relations not only between humans, but between all sentient beings. Nowadays, China has its own animal-rights campaigners, and there are signs that their message is beginning to be heard.
35. ↑  孙安清; 北美小象君. . 上海东方报业有限公司. 2020-05-18  [2020-08-03]. （原始内容存档于2020-09-18） （中文（中国大陆））.
36. ↑  費昌勇; 楊書瑋. . 應用倫理評論. 2011: 75－103  [2020-06-28]. （原始内容存档于2020-09-15）.
37. 1 2 3 4  林珮君. . 上下游News＆Market. 2019-10-24  [2020-07-22]. （原始内容存档于2020-09-18） （中文（臺灣））.
38. 1 2  黃敬翔. . 食力foodNEXT. 2020-01-11  [2020-07-27]. （原始内容存档于2020-09-15） （中文（臺灣））.
39. ↑  走近動物園. . 窩窩. 2020-01-10  [2020-07-26]. （原始内容存档于2020-11-01） （中文（臺灣））. 若設計團隊無法正視在2020年的現在，哈根貝克在1907年為了展示「商品」就已經提出的「沒有籠子」，目前在園內的體現太過膚淺，充其量只能滿足參觀者在視覺上的潔癖，並沒有提升動物福利的直接效果（至少，在上方提及的案例中沒能看到）。即便我也理解在展示面消除人工痕跡的思維與其效益，但至少，在「新」新竹動物園的整體規劃上，過度顧忌籠子所象徵的「不自由」令園方在各個方面綁手綁腳，反而體現出真正意義上的不自由，還箝制了民眾對於不同動物園型式的思考。
40. ↑  梁明煌. . 財團法人國語日報社. 2019-12-25  [2020-07-26]. （原始内容存档于2020-09-15） （中文（臺灣））. 動物園展示的動物，通常被終身囚禁在很小的人造空間內，因此常有動物福利議題被討論。要解決這些問題，現代動物園管理者就必須嘗試設計出更符合人道、豐富化的設施與飼養方式。本文引導師生在參訪動物園時，能夠看出設計者為參觀者、飼養者及動物福利而設計的設施與原則。
41. 1 2  吳昱賢. . DPG動物友善. 2020-03-13  [2020-07-21]. （原始内容存档于2020-09-18） （中文（繁體））.
42. 1 2 3  朱淑娟. . 風傳媒. 2016-01-12  [2020-07-07]. （原始内容存档于2020-09-15） （中文（臺灣））.
43. ↑  . 2014-09-24  [26 May 2015]. （原始内容存档于2016-11-01）.
44. ↑  .   [26 May 2015]. （原始内容存档于2021-02-11）.
45. ↑  .   [26 May 2015]. （原始内容存档于2020-11-03）.
46. ↑  曾波; 钟荣珍; 谭支良. . 中國生態農業學報. 2009, 17 (4): 811－816  [2020-08-03]. （原始内容存档于2020-09-15）.
47. 1 2 3  台灣動物社會研究會. . 社團法人台灣動物社會研究會.   [2020-07-09]. （原始内容存档于2020-09-15） （中文（臺灣））.
48. ↑  . 財團法人農業科技研究院. 2013-09-17  [2020-07-20]. （原始内容存档于2020-09-15） （中文（臺灣））. 隨著養殖業的不斷發展，動物的福利狀況越來越受到關注，消費者對於畜牧產品的需求從數量逐漸轉向質量。30年前，臺灣豬農從丹麥手中，搶走日本市場，30年後，台灣是口蹄疫疫區，丹麥卻成為世界第一大豬肉出口國，產品除了供給鄰近的英國、德國，甚至傾銷到中國。
49. ↑  翁千惠. . 有機農業全球資訊網. 2012-02-23  [2020-08-03]. （原始内容存档于2020-12-04） （中文（臺灣））. 研究會表示，目前歐盟已立法禁止蛋雞籠飼，美國加州更規定2015年後境內不得販賣籠飼雞蛋，我國農委會只曾經在96年編列預算輔導農民轉型「友善畜牧」，目前台灣轉型飼養「動物福利雞蛋」的牧場只有10戶，政府對努力改善動物福利、減少動物用藥的牧場也欠缺建立產品分級、認證及驗證制度。研究會指出，台灣蛋雞產業產值佔畜牧總產值的十分之一，但其中99%都是以殘酷的格子籠方式飼養，陳玉敏強調，狂牛症、禽流感等人畜共通疾病是人類漠視動物福利所造成的動物反撲，動物的生活環境品質絕對影響畜產品品質，呼籲連鎖速食業、超商及大型量販店推廣並改採有動物福利的蛋品。
50. ↑  . RAPCA. 2020-02-06  [2020-07-12]. （原始内容存档于2020-11-26） （英语）. A sow stall, also known as a gestation stall, is a metal-barred crate that houses a single sow for part of her 16‑week pregnancy. A standard sow stall is just 2m long and 60cm wide. This is just enough space for the sow to stand up in, but she cannot turn around and can only take a short step forward or back. The floor of the stall is usually concrete, with a slat-covered trench for manure at the rear. The Australian pig industry has committed to voluntarily phasing out sow stalls after the first 5 days following mating (where the sow is confined to a mating stall) in favour of group housing for pregnant sows. It is estimated that around 80% of pregnant sows in Australia are now group housed. Where sow stalls are still in place, regulation requires that they not be used for more than 6 weeks in any gestation (pregnancy) period.
51. 1 2  夏良宙. . 飼料營養雜誌. 2007, (6): 37－53  [2020-07-12]. （原始内容存档于2013-09-28）.
52. ↑  陳玉敏. . 天下雜誌. 2017-05-13  [2020-07-20]. （原始内容存档于2019-11-17） （中文（臺灣））. 在以「狹欄」飼養母豬的牧場裡，常見母豬出現不斷啃咬欄杆與空咀嚼（假性咀嚼）的刻板行為，科學家指出：這是缺乏動物福利的證明，加上狹小的鐵欄常讓母豬受傷，且空間不足導致母豬長時間趴臥或坐在潮濕地面上，極易發生尿道發炎症狀。
53. ↑  羅玲玲. . 中國文化大學. 2014-03-03  [2020-07-12]. （原始内容存档于2020-07-12） （中文（臺灣））. 永續的家畜生產系統有賴於良好的動物福利，歐盟經過長期努力自2013年1月1日起，全面廢除懷孕母豬狹欄飼養(除了母豬懷孕最初的35天外；Directive 2008/120/EC)。丹麥是歐洲地區之豬隻生產大國，豬隻產業相關單位因應歐盟法令變革，逐步發展之準備及調整轉型過程，可作為國內相關策略擬定之參考。本計畫預計參訪丹麥有關豬隻生產及動物福利議題相關研究團隊及豬場，了解丹麥豬隻生產及動物福利發展的情形、各項因應措施及轉型間發生的問題與解決的辦法；並就豬隻動物福利評估系統及相關技術發展、推廣及執行措施進行實務參訪，同步蒐集該國友善畜牧產品標章認證之相關推動經驗與發展趨勢，以利我國研擬因應相關措施。
54. ↑  賴郁薇. . 上下游News＆Market. 2017-05-10  [2020-07-12]. （原始内容存档于2019-11-17） （中文（臺灣））.
55. ↑  赵晓宇; 尹国安; 关立伟. . 养猪. 2018, (4): 36－40  [2020-07-20]. （原始内容存档于2020-09-15）.
56. ↑  . 窩窩. 2016-04-01  [2020-07-12]. （原始内容存档于2020-09-15） （中文（臺灣））. 簡而言之，「動物福利」的設立是希望能夠確保動物生理、心理，在自然的狀況下，都能保持健康、舒適的狀態。歐盟在動物福利上法令的進步已經領先許多國家，例如，2012年全面禁止飼養格子雞，2013年，全面禁止狹欄式養豬(sow stalls)。雖然台灣目前有動保法，在農委會也有規範人道運送、屠宰等等，但是因為腹地有限，飼養方面的規範與歐盟、澳洲等國家比較起來較爲寬鬆。
57. ↑  MICHELIN Guide Taipei Editorial Team. . 米其林指南. 2018-04-17  [2020-07-15]. （原始内容存档于2020-07-16） （中文（臺灣））. 只要你走進任何一家超市，擺放在貨架上的雞蛋林林總總令人不知如何選擇。似乎任何一個種類的雞蛋都標榜營養、健康。然而這些雞蛋標籤因為沒有詳細解釋特點，導致消費者概念模糊。我們為你揭開標籤背後的意思，讓你對這個廚房主食更為瞭解。
58. ↑  林義福. . 行政院農業委員會. 2014-06-30  [2020-07-26]. （原始内容存档于2020-09-15） （中文（臺灣））. ⾁雞⾜墊接觸性⽪膚炎 (food-pad contact dermatitis) ⼜稱為蹠部⽪膚炎 (pododermatitis)，即養雞業者所俗稱的「臭腳」，是養雞場常⾒的問題，臭腳會使雞隻疼痛，影響屠體品質，所以常被收購商扣錢。⾁雞⾜墊⽪膚炎除造成經濟利益損失，亦涉及動物福祉問題，飼養密度為可能原因之⼀，實際上，歐洲有許多個國家有限制飼養密度之規定，但⽩⾁雞⾜墊⽪膚炎問題仍⻑期存在著，顯⽰這不是單⼀原因所造成，因⾁雞多為集約飼養，⽬前提出的思維為在偏⾼（正常）飼養密度下，針對造成⾜墊⽪膚炎原因，尋求改進⽅法。
59. ↑  . National Chicken Council.   [2020-07-26]. （原始内容存档于2020-11-28） （英语）. White striping is a quality factor in chicken breast meat caused by deposits of fat in the muscle during the bird’s growth and development. It is similar to marbling in red meat. White striping is not a food safety issue nor does it affect the welfare of the chicken.
60. 1 2  黃敬翔. . 食力foodNEXT. 2020-04-08  [2020-07-26]. （原始内容存档于2020-09-15） （中文（臺灣））.
61. ↑  . Compassion in World Farming International.   [2020-07-26]. （原始内容存档于2020-09-21） （英语）. Iconic chicken brand, KFC has publicly committed to sourcing their chicken to higher welfare standards by 2026, in the UK, Ireland, the Netherlands, Belgium, Sweden and Germany.
62. ↑  Scott Sechler. . Bell&Evans. 2018-02-13  [2020-07-26]. （原始内容存档于2020-10-31） （英语）. We recently shared BIG news with the poultry industry – 100% of our chickens are transitioning to a higher-welfare, slower-growing breed by the end of 2018, which will result in a better quality, more flavorful product! We named our new, proprietary breed “Das Klassenbester” for its European descent and premium, best-in-class genetics. Our first Das Klassenbester chicks hatched on 12/1/17 and were transported to our farms on 12/4/17. Now that we’re in the midst of transitioning and people are asking me some wonderful questions, I thought I could answer a few of those questions here. Also, check the “Our Farms” tab of the website, where we are tracking our progress and illustrating some of the differences of our new breed.
63. ↑  永杉. . 號角月報.   [2020-06-27]. （原始内容存档于2020-09-15） （中文（香港））. 總之，無論是散養有機雞蛋、瀕臨告急的魚類，或是經動物實驗的商品，我們都是這些產品的最終消費者。這些選擇已經不再是我們私人的抉擇，而是關乎整個生態環境的選擇。甘地 (Mahatma Gandhi) 很早就提出：「地球所提供的，足以滿足每個人的需要，但不足以填滿每個人的欲望。」我們無休無止地索取，所以我們只能吃到那些充滿了激素與抗生素的雞蛋；我們毫無顧忌地濫用我們對其他物種生命擁有的管轄權，最終我們只能將自己斷送在斷鏈的生態環境中；當世界上所有的動物都對人類充滿了恐懼的時候，這世界就失去了和諧的愛。不如現在從每天的一點一滴，做一個明智的消費者，為未來的環境儲蓄更多的愛與生命。
64. ↑  廖震元. . 財團法人農業科技研究院-動物科技研究所.   [2020-07-03]. （原始内容存档于2020-09-15） （中文（臺灣））. 世界動物衛生組織(OIE)自2001年起已將動物福利列入優先策略計畫要項，在其陸生法典中亦已完成陸路運輸、海路運輸、人道屠宰及疾病撲殺等4項保障動物福利的規範。接續將關注農場動物生產飼養系統之福利議題。另歐盟現正倡議全球性實施經濟動物人道飼養模式，大幅度提高各盟國共同遵守之經濟動物飼養、運輸、屠宰等條件，並使之成為歐洲共同之規定，並且可以用於反制其他國家產品之進口，例如：歐盟將於2012年及2013年分別禁止蛋雞巴達利籠(小格子籠)及母豬狹欄之使用。
65. ↑  陳文賢. . 畜產專訊.   [2020-07-20]. （原始内容存档于2020-07-21）.
66. ↑  林宜潔. . 農傳媒. 2018-04-02  [2020-07-03]. （原始内容存档于2020-09-18） （中文（臺灣））.
67. ↑  林珮君. . 上下游News&Market. 2019-10-24  [2020-07-03]. （原始内容存档于2020-09-18） （中文（臺灣））.
68. ↑  林怡均; 林珮君. . 上下游News&Market. 2019-10-04  [2020-07-24]. （原始内容存档于2020-09-18） （中文（臺灣））.
69. ↑  . OIE. 2019  [2020-07-26]. （原始内容存档于2020-10-18） （英语）. The OIE Aquatic Animal Health Code (the Aquatic Code) provides standards for the improvement of aquatic animal health worldwide. It also includes standards for the welfare of farmed fish and use of antimicrobial agents in aquatic animals. The sanitary measures in the Aquatic Code should be used by the Competent Authorities of importing and exporting countries for the prevention, early detection, reporting and control of pathogenic agents in aquatic animals (amphibians, crustaceans, fish and molluscs) and to prevent their spread via international trade in aquatic animals and their products, while avoiding unjustified sanitary barriers to trade.
70. ↑  . USDA National Agricultural Library. 2013-01-10  [2020-07-03]. （原始内容存档于2019-11-08） （英语）. The Animal Welfare Act was signed into law in 1966. It is the only Federal law in the United States that regulates the treatment of animals in research, exhibition, transport, and by dealers. Other laws, policies, and guidelines may include additional species coverage or specifications for animal care and use, but all refer to the Animal Welfare Act as the minimum acceptable standard. The Act is enforced by USDA, APHIS, Animal Care.
71. ↑  Erickson, Heidi S. . U.S. Dept. of Agriculture, Agricultural Research Service, National Agricultrual Library, Animal Welfare Information Center. 2003-07  [2020-07-03]. （原始内容存档于2020-09-15） （英语）. ……A great deal of what we need to know regarding fish welfare is yet to be discovered as the scientific study of fish welfare is at an early stage compared to research efforts on other vertebrates (FSBI 2002). In all, these activities and research increase the knowledge base on the care and use of these species in aquaculture, fisheries, and the laboratory.
72. ↑  . Queensland. 2016-07-01  [2020-07-10]. （原始内容存档于2020-09-01） （英语）. An Act to promote the responsible care and use of animals and to protect animals from cruelty, and for other purposes.
73. ↑  H. J. Blokhuis; Veissier, I; Miele, M. . Acta Agriculturae Scandinavica, Section A — Animal Science. 2010, 60 (3)  [2020-07-10]. （原始内容存档于2020-09-15）.
74. ↑  . Animal Health Australia. 2020-03-23  [2020-07-10]. （原始内容存档于2021-01-15） （英语）. For the past 36 years, the welfare of livestock in Australia has been supported by a series of Model Codes of Practice for the Welfare of Animals. Community values and expectations have changed, and our international trading partners have placed greater emphasis on livestock welfare. A review of the Model Codes of Practice (MCOP) in 2005 recommended they be converted into Australian Animal Welfare Standards and Guidelines.
75. ↑  . 環境省自然環境局.   [2020-07-10]. （原始内容存档于2020-11-01） （日语）. 「動物の愛護及び管理に関する法律」（動物愛護管理法）は、昭和48年に議員立法で制定された法律です。平成11年、平成17年、平成24年、令和元年に議員立法による主たる法改正が行われています。法律の目的は、動物の愛護と動物の適切な管理（危害や迷惑の防止等）に大別できます。対象動物は、家庭動物、展示動物、産業動物（畜産動物）、実験動物等の人の飼養に係る動物になります。
76. ↑  .   [2021-12-29].
77. ↑  .   [2021-12-29].
78. ↑  . legislation.gov.uk.   [April 15, 2016]. （原始内容存档于2021-02-11）.
79. ↑  . FAO, FAOLEX. 1998  [2020-07-10]. （原始内容存档于2020-09-15） （英语）. This Directive lays down minimum standards for the protection of animals bred or kept for farming purposes. Member States shall make provision to ensure that the owners or keepers take all reasonable steps to ensure the welfare of animals under their care and to ensure that those animals are not caused any unnecessary pain, suffering or injury. Member States shall also ensure that the conditions under which animals (other than fish, reptiles or amphibians) are bred or kept, having regard to thei
80. ↑  南方日报网络版. . 广东省人民政府门户网站. 2020-04-01  [2020-07-10]. （原始内容存档于2020-09-15） （中文（中国大陆））. 《广东省野生动物保护管理条例》已由广东省第十三届人民代表大会常务委员会第十九次会议于2020年3月31日修订通过，现将修订后的《广东省野生动物保护管理条例》公布，自2020年5月1日起施行。
81. ↑  陈育柱、李语. . 人民網. 2020-04-02  [2020-07-10]. （原始内容存档于2020-07-10） （中文（中国大陆））. 《深圳经济特区全面禁止食用野生动物条例》经市第六届人民代表大会常务委员会第四十次会议于2020年3月31日通过，现予公布，自2020年5月1日起施行。
82. ↑  . CCTV. 2020-04-06  [2020-07-09]. （原始内容存档于2020-09-22） （中文（中国大陆））.
83. ↑  . 明報. 2020-04-10  [2020-07-09]. （原始内容存档于2020-09-18） （中文（香港））.
84. ↑  . BBC. 2020-04-10  [2020-07-09]. （原始内容存档于2020-07-28） （中文（繁體））.
85. ↑  . 法務部全國法規資料庫. 2018-12-26  [2020-07-16]. （原始内容存档于2021-02-13） （中文（臺灣））. 中央主管機關應遴聘專家、學者、相關機關及立案之民間動物保護團體代表，研擬動物保護政策、動物保護教育、動物福利指標、動物福利白皮書，並每季檢討政策成效；其中專家、學者及立案之民間動物保護團體不具政府機關代表身分者，不得少於遴聘總人數之三分之二。
86. ↑  農委會畜牧處. . 行政院農業委員會. 2017-08-17  [2020-07-16]. （原始内容存档于2020-07-16） （中文（臺灣））. 推動動物福祉是國際的趨勢，亦是民眾高度關切事項，我國雖較歐美各國起步慢，但多年來的努力已奠定相當之基礎。「動物保護法」於 87 年 11 月 4 日公布施行後，因社會風氣及民眾觀念的改變而經多次修正，本會亦致力於推動動物保護觀念的教育宣導、違法案件的稽查、寵物及寵物業的管理、絕育以源頭減量、流浪動物收容、經濟動物及實驗動物之人道管理等項工作。我國整體動物福祉現況相對「動物保護法」立法初期實有明顯進步。
87. ↑  王家玉. .  (碩士论文). 台灣碩博士論文知識加值系統. 2016  [2020-07-16].
88. ↑  行政院農業委員會動物保護諮議小組、行政院農業委員會畜牧處動物保護科. . 政府出版品資訊網. 2019-09  [2020-06-22]. （原始内容存档于2020-09-15） （中文（臺灣））. 統一編號GPN：1010801537
89. ↑  行政院農業委員會動物保護諮議小組、行政院農業委員會畜牧處動物保護科. . 台灣: 行政院農業委員會. 2019-12-01  [2020-06-22]. ISBN 9789865440046. （原始内容存档于2020-09-15） （中文（臺灣））. 此本《動物福利白皮書》，擘劃中華民國動物保護政策發展藍圖、完善該國動物福利發展策略架構，確立相關政策之策略與方針。
90. ↑  . 動物保護資訊網.   [2020-06-22]. （原始内容存档于2020-09-15） （中文（臺灣））. 本《白皮書》檢視國內現行動物保護措施與挑戰，提出「結合在地經驗與國際趨勢，邁向自發、合作、創新的動物友善社會」之願景，以教育、規範制度、創新科學研究三大面向為基礎，致力推動我國的動物福利發展，並訂定七項策略方向，以期解決施政挑戰。
91. ↑  法操司想傳媒. . 自由時報. 2016-07-19  [2020-07-17]. （原始内容存档于2020-09-30） （中文（臺灣））.
92. ↑  . www.elegislation.gov.hk.   [2024-09-30]. （原始内容存档 (PDF)于2016-08-20）.
93. ↑  . www.hk-lawyer.org.   [2024-09-30]. （原始内容存档于2024-12-19）.
94. ↑  . www.police.gov.hk.   [2024-09-30] （中文（中国大陆））.
95. ↑  https://bo.io.gov.mo/bo/i/2016/30/lei04_cn.asp （页面存档备份，存于） 澳門印務局-第4/2016號法律《動物保護法》
96. ↑  . bo.io.gov.mo.   [2024-09-30]. （原始内容存档于2022-03-19）.
97. ↑  . www.pressreader.com.   [2024-09-30]. （原始内容存档于2023-07-16）.
98. ↑  . www.fao.org.   [2024-09-30]. （原始内容存档于2025-02-04）.

### 來源
- （简体中文） 世界動物保護協會 （页面存档备份，存于）
- （繁體中文） 台灣防止虐待動物協會－TSPCA （页面存档备份，存于）
- （繁體中文） 台灣動物福利網站 （页面存档备份，存于）
- （繁體中文） 《動物權與動物福利小百科》書籍簡介 （页面存档备份，存于）
- （繁體中文） 【動物當代思潮】維護動物福利，公部門與民間可以怎麼合作？ （页面存档备份，存于）
- （繁體中文） 日本「貓島」毒殺事件：從貓咪熱潮到動物福利的人貓共存社會 （页面存档备份，存于）
- （繁體中文） 世界經濟動物福利趨勢與我國現況 （页面存档备份，存于）
- （繁體中文） 雞隻生產人道管理與動物福利 （页面存档备份，存于）
- （繁體中文） 動物福利與你：消費者動物福利指南─豬 （页面存档备份，存于）
- （繁體中文） 全球動物福利評比 哪些國家對待動物最友善？ （页面存档备份，存于）